# Temporada da NBA de 2000–01
A Temporada da NBA de 2000–01 foi a 55.º temporada da National Basketball Association. O campeão foi o Los Angeles Lakers.E o MVP Allen Iverson